# Cryptaspidia piceola
Cryptaspidia piceola är en insektsart som beskrevs av Melichar. Cryptaspidia piceola ingår i släktet Cryptaspidia och familjen hornstritar. Inga underarter finns listade i Catalogue of Life.